# Container (televisieprogramma)
Container was een Vlaams filosofisch praatprogramma uit 1989 van Jef Cornelis dat werd uitgezonden op BRTN TV2 vanuit een container bekleed met koeiehuiden. Die was ontworpen door Stéphane Beel om cultuurfilosofen Lieven De Cauter en Bart Verschaffel er een of meerdere gasten in te laten ontvangen. Het eerste 'gesprek' werd uitgezonden op 5 april 1989 met Patricia De Martelaere over sentimentaliteit.
De kritiek was niet mals, zeker nu kijkcijfers belangrijk werden na de komst van VTM. Humo zette het praatprogramma bij monde van Mark Schaevers en Rudy Vandendaele (dwarskijker) genadeloos weg als hermetisch intellectueel gepalaver. Ook Marc Reynebeau vond het in Knack niet televisiewaardig. De teneur tot afvoeren was gezet hoewel er voor de op televisie debuterende filosofen ook steun kwam van bijvoorbeeld Mark Verminck en Jan Hoet in De Morgen of Marc Holthof in Andere Sinema. Nadat Jan Ceuleers programmadirecteur werd op 1 juni kwamen er nog drie afleveringen in september maar daar bleef het bij.
| Aflevering | Titel                            | Gast(en)                             |
| ---------- | -------------------------------- | ------------------------------------ |
| 1          | Over sentimentaliteit            | Patricia De Martelaere               |
| 2          | Tussen waanzin en perfectie      | Frank Reijnders                      |
| 3          | De puntzak van Heine             | Rudi Laermans en Paul De Vylder      |
| 4          | De betoverde wereld van art déco | Marc Lambrechts en Norbert Poulain   |
| 5          | Ernest Claes                     | Rudi Laermans en Paul Vandenbroeck   |
| 6          | De oorsprong van het warenhuis   | Rudi Laermans en Christine Delhaye   |
| 7          | Over theatraliteit               | Klaas Tindemans en Paul Vandenbroeck |
| 8          | Over Don Juan                    | Monique Hageman en Paul Vandenbroeck |
| 9          | Over roes                        | Peter Aerts en Paul De Vylder        |
| 10         | Exotismen                        | Eddy Stols en Paul Vandenbroeck      |